# Leszek Fidusiewicz
Leszek Fidusiewicz (ur. 17 stycznia 1943 w Warszawie) – polski lekkoatleta specjalizujący się w wielobojach. Artysta fotograf uznawany za najlepszego polskiego fotografa sportu.

## Życiorys
Urodził się w rodzinie Stefana (1897–1944) i Władysławy Fidusiewiczów. Brat bliźniak Jerzego – trenera lekkoatletycznego.
Trzykrotnie – w latach 1967–1971 – plasował się na 4. miejscu mistrzostw kraju. Reprezentant Polski w meczu międzypaństwowym przeciwko Włochom w 1970 roku. W 1970 ustanowił w Spale rekord Polski w pięcioboju na stadionie wynikiem 3524 pkt. Startował w barwach klubów warszawskich: Polonii, a następnie Legii. Rekord życiowy w dziesięcioboju – 7418 pkt. 
Po zakończeniu kariery sportowej pracował od 1973 jako fotoreporter, m.in. współpracował ze Sportowcem i tygodnikiem Razem. Laureat wielu konkursów fotograficznych. W 1980 zdobył złoty medal podczas Olimpijskiego Konkursu Sztuki w Moskwie. Kilkukrotnie zdobywał wyróżnienia i medale w konkursie sztuki Polskiego Komitetu Olimpijskiego o Wawrzyn Olimpijski, a w 1995 otrzymał Wawrzyn Olimpijski za całokształt twórczości. 
W 2022 został odznaczony Krzyżem Kawalerskim Orderu Odrodzenia Polski.

## Rekordy życiowe
| Konkurencja    | Rezultat |
| -------------- | -------- |
| Bieg na 100 m  | 10,6     |
| Skok w dal     | 7,19     |
| Skok wzwyż     | 2,00     |
| Bieg na 400 m  | 49,3     |
| Skok o tyczce  | 4,20     |
| Rzut dyskiem   | 42,00    |
| Rzut oszczepem | 60,00    |